# Sgian dubh
Sgian dubh (škotski gaelski: crni nož, IPA /ski:n dy:/) je tradicionalni nož koji čini dio narodne nošnje škotskog visočja. Nosi se privezan za vrh sokne narodne nošnje uz kilt, obično na desnoj nozi, tako da se vidi samo držak. 